# 藍畑村
藍畑村（あいはたそん）は、徳島県にあった村である。1955年3月31日、合併して名西郡石井町となり消滅した。

## 地理
- 川：吉野川、飯尾川、江川、神宮入江川

## 歴史
- 1888年（明治21年）7月31日 - 吉野川が増水。覚円地先の堤防が決壊したことで地域一帯が大洪水となり、一揆のような騒動が起きる[1]。
- 1889年（明治22年）10月1日 - 町村制施行に伴い、名西郡東覚円村、西覚円村、高畠村、第十村が合併し、藍畑村が成立。
- 1955年（昭和30年）3月31日 - （旧）石井町、浦庄村、高原村、高川原村と合併して石井町となり消滅。

## 交通

### 道路
都道府県道
- 徳島県道15号徳島吉野線
- 徳島県道30号徳島鴨島線
- 徳島県道・香川県道34号石井引田線
- 徳島県道122号板野川島線